# Olga Tufnell
Pour les articles homonymes, voir Tufnell.
Olga Tufnell FSA (26 janvier 1905 - 11 avril 1985) est une archéologue britannique qui participe aux fouilles de l'ancienne ville de Lakish dans les années 1930. Elle n'a aucune formation formelle en archéologie, mais a travaillé comme secrétaire pour William Matthew Flinders Petrie pendant plusieurs années avant de se voir confier une mission sur le terrain. Olga rejoint ensuite James Leslie Starkey dans l'expédition pour trouver Lachish en 1929 et reste dans l'équipe pour les saisons suivantes.
Lorsque Starkey est tué en 1938, l'équipe termine la saison puis ferme le site. Olga se porte volontaire pour rédiger le rapport de fouille et passe les vingt années suivantes à rechercher et à rédiger la majorité du rapport de fouille. Le travail d'Olga est considéré comme le "livre source prééminent pour l'archéologie palestinienne". Une fois le rapport publié, elle se tourne vers le catalogage des scarabées et autres sceaux.

## Jeunesse
Olga Tufnell est née le 26 janvier 1905 à Sudbury, Suffolk, dans une importante famille foncière,. Son père, Beauchamp Le Fevre Tufnell a été sous-lieutenant dans le 4e bataillon du régiment d'Essex et sa mère, Blanche, a un large éventail d'intérêts culturels et travaille avec la société anglo-tchèque. Olga est une enfant du milieu avec deux frères, Joliffe Gilbert Tufnell et Louis de Saumarez Tufnell. Elle passe sa jeunesse à Little Waltham (Essex) et fait ses études dans des écoles à Londres et en Belgique avant de terminer ses études en Italie.
Lorsqu'Olga termine ses études en 1922, elle aide l'amie proche de sa mère Hilda Petrie et son mari Sir Flinders Petrie, avec une exposition de leurs découvertes récentes à l'University College de Londres, avant d'assumer un rôle de secrétariat à l'École britannique d'archéologie en Égypte. Elle occupe le poste de secrétaire de Hilda Petrie pendant cinq ans, bien qu'elle l'ait décrit comme "un travail ennuyeux et répétitif" dans la collecte de fonds mais passe également du temps à dessiner et à réparer des poteries. Le travail d'Olga impressionne Sir Flinders qui, à la fin de 1927, lui offre la possibilité de l'aider sur le terrain en 1928.

## Expéditions

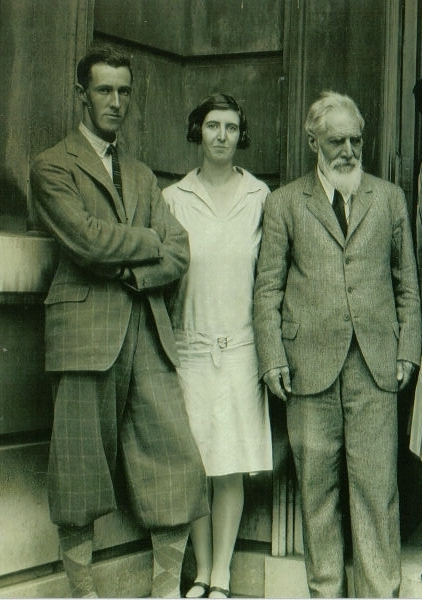
Olga Tufnell avec Gerald Lankester Harding (à gauche) et William Matthew Flinders Petrie (à droite) en 1930.

Bien que Sir Flinders lui-même n'ait pas rejoint l'expédition en 1929, il envoie Olga avec un groupe d'autres archéologues à Qau, où ils passent deux mois à enregistrer les reliefs des tombes des anciens souverains. Elle et quelques collègues, dont Gerald Lankester Harding, rejoignent ensuite l'expédition principale de la saison, qui est dirigée par James Leslie Starkey au groupe funéraire de Tell Far'a en Palestine. Pendant ce temps, non seulement elle supervise le travail d'une équipe, mais elle dirige également une clinique du soir pour les travailleurs et les familles arabes, ainsi que pour d'autres personnes locales. En tout, elle aide jusqu'à quarante personnes par jour avec des blessures mineures ou des maux d'estomac. Sir Flinders rejoint le groupe en 1930 et après avoir examiné le travail d'Olga, lui permet de le publier sous son propre nom. En 1931, lors de l'expédition Petrie à Tell el-Ajjul, Olga découvre une tombe Hyksôs qui comprend une sépulture de cheval.
En 1932, Starkey obtient un financement de Charles Marston et Henry Wellcome pour lancer une expédition en dehors des Petries, qu'Olga rejoint. L'expédition Wellcome-Marston devait se concentrer sur la fouille de l'ancienne ville de Lakish, une place forte mentionnée dans la Bible. Au cours des six années suivantes, l'équipe fait d'importantes découvertes, notamment les lettres de Lakish, mais les travaux sont interrompus par le meurtre de Starkey, alors qu'il est en route pour l'ouverture du musée Rockefeller à Jérusalem. L'équipe restante termine pendant la saison 1938/9, puis ferme le site. Olga rédige le rapport final.

## Retour à Londres
La Wellcome Foundation accorde à Olga un logement au St John's Lodge dans le Regent's Park de Londres, où l'Institut d'archéologie de l'University College London a récemment été créé. Son travail est presque immédiatement suspendu en raison du déclenchement de la Seconde Guerre mondiale, car Olga est cooptée à la station de radio arabe de la BBC en raison de son association avec le Moyen-Orient. À peu près à la même époque, elle est également surveillante des raids aériens.
A la fin de la guerre, elle reprend son travail sur le rapport. Elle publie de manière controversée des conclusions selon lesquelles la période de temps entre deux niveaux professionnels, le niveau II (précédant la conquête babylonienne par Nabuchodonosor) et le niveau III (précédant la conquête assyrienne par Sennachérib) est susceptible d'être de l'ordre de 100 ans, plutôt qu'une décennie, comme Starkey l'a suggéré. Bien que la majorité ait estimé que l'interprétation de Starkey est plus probable, en 1973, des fouilles ultérieures confirment son opinion.
En 1951, Olga devient Fellow de la Society of Antiquaries of London . Olga continue à étudier et à rédiger le rapport Lakish pendant 20 ans avec la publication finale (Lakish IV) en 1957. Lors de la rédaction du rapport, elle traite les demandes liées aux fouilles, notamment la distribution des découvertes de Lakish et l'envoi de "pots indésirables" à un musée scolaire. Le rapport en plusieurs volumes est décrit comme le "livre source prééminent pour l'archéologie palestinienne".

## Dernières années
Une fois le rapport complet publié, Olga se tourne vers l'étude des scarabées, en collaboration avec William Ayres Ward. Bien que de nombreux érudits aient rejeté le domaine des scarabées et des sceaux comme "non fiable quant à la chronologie", Olga enregistre méticuleusement les dimensions et les styles des artefacts. Elle est l'une des premières à adopter l'utilisation des ordinateurs pour mesurer les scarabées et elle devait présenter un article sur cette utilisation des ordinateurs quelques jours seulement après sa mort en avril 1985. En 1983, 50 ans après les fouilles initiales, Olga est invitée à revenir sur le site de Lakish, pour voir les fouilles plus modernes de l'Université de Tel-Aviv ,.